# 刈分小作
刈分小作（かりわけこさく）とは、中世から第二次世界大戦後の農地改革まで行われていた小作制度の1つ。小作料を定めず、収穫量に応じて地主と小作人の間で一定の割合にて分配した。日本全国で見られ、中世期には作半とも呼ばれた。また地域によっては、作分（つくりわけ）・束分（つかわけ）・分作（わけさく）・半作（はんさく）・毛分小作（けわけこさく）など様々な別称があった。

## 概要
生産性が不安定な地域の農地に見られたもので極端な凶作にならない限りは豊凶に関わらず、地主と小作人の間で収穫を折半もしくは一方を6割もう一方を4割とする。収穫量が変動しやすく小作料を決定することが困難な地域や商品経済が発展していない地域に適用されたケースが多く、明治維新後も減少しつつも東北地方などの山間部にて実施されていたことが、農林省の小作慣行調査から確認できる。
刈分小作のルーツは平安時代後期に畿内の荘園領主と作人の間で行われた作半の慣行とされている。畿内では生産力の向上によって作人がより多くの作徳が確保できる定額の小作料への移行を臨んだことで早い時期に衰退していくことになるが、それ以外の地域では15世紀に入ると、「刈分」「作分」などの呼称が登場し、畠地の水田化など生産力の不安定な耕地の登場によって後々までこの慣行が継続されることになった。